# Захаров, Игорь Григорьевич
И́горь Григо́рьевич Заха́ров (26 декабря 1947 — 13 июня 2023) — советский военно-морской деятель, доктор технических наук, профессор, контр-адмирал (1993), специалист военного кораблестроения, член-корреспондент Академии инженерных наук РФ, член-корреспондент РАЕН.

## Биография
- 1947 год, 26 декабря — родился в г. Ленинграде. Сын Г. П. Захарова;
- 1971 год — окончил ВВМИУ им Ф. Э. Дзержинского по специальности «военное кораблестроение»;
- С 1971 года — командир группы большого противолодочного корабля «Сметливый», затем авианесущего крейсера «Киев»;
- 1979 год — закончил Военно-морскую академию (ВМА) по специальности «военное кораблестроение»;
- С 1979 года — военпред, офицер Главного управления кораблестроения ВМФ СССР;
- 1983 год — защита кандидатской диссертации на специальную тему;
- 1988 год — защита докторской диссертации (технические науки);
- 1983—1991 гг. — преподаватель, старший преподаватель кафедры военного кораблестроения ВМА;
- 1991—2006 гг. — начальник 1-го ЦНИИ военного кораблестроения;
- 1995 год — присвоено учёное звание профессора;
- 1995 год — член-корреспондент Академии инженерных наук РФ;
- 1997 год — член-корреспондент РАЕН;
- 2006—2008 гг. — главный научный сотрудник Первого центрального научно-исследовательского института Минобороны России;
- С 2008 года — руководитель проекта научно-технического развития департамента перспективного развития ОАО «Объединенная судостроительная корпорация».

Лауреат Государственной премии РФ (2002). Награждён орденами Почёта, «За службу Родине в Вооруженных Силах СССР» 3-й степени, медалями.

## Основные направления научной деятельности
- Разработка методов решения задачи оптимизации сложных военно-технических систем;
- Теоретические основы концептуального проектирования;
- Методы автоматизированного исследовательского проектирования;
- Научные принципы и методы обоснования кораблестроительных программ России;
- Методологии и теоретических основ маркетинговых исследований при реализации экспортных заданий в военном кораблестроении;

## Труды
- «Теория и методы проектирования корабля»,
- «Теория компромиссных решений при проектировании корабля»
- "Обоснование выбора. Теория практики"